# Anna Lao
Anna Oi Chan Lao (* 7. Mai 1962) ist eine ehemalige australische Badmintonspielerin.

## Karriere
Anna Lao nahm 1992 im Dameneinzel und im Damendoppel an Olympia teil. In beiden Disziplinen belegte sie dabei in der Endabrechnung Platz 5. 1992 siegte sie ebenfalls bei den French Open im Doppel mit Rhonda Cator, mit welcher sie auch bei Olympia gestartet war. 1990 und 1991 hatten beide gemeinsam die Australian International gewonnen.

## Sportliche Erfolge
| Saison | Veranstaltung            | Disziplin   | Platz | Name                    |
| ------ | ------------------------ | ----------- | ----- | ----------------------- |
| 1989   | Australian International | Dameneinzel | 1     | Anna Lao                |
| 1989   | Australian International | Damendoppel | 1     | Anna Lao / Teresa Lian  |
| 1989   | Australian International | Mixed       | 1     | He Tim / Anna Lao       |
| 1990   | Australian International | Mixed       | 1     | He Tim / Anna Lao       |
| 1990   | Australian International | Damendoppel | 1     | Rhonda Cator / Anna Lao |
| 1991   | Australia Open           | Dameneinzel | 1     | Anna Lao                |
| 1991   | Australia Open           | Damendoppel | 1     | Rhonda Cator / Anna Lao |
| 1991   | Australia Open           | Mixed       | 1     | He Tim / Anna Lao       |
| 1991   | New Zealand Open         | Dameneinzel | 1     | Anna Lao                |
| 1991   | New Zealand Open         | Damendoppel | 1     | Rhonda Cator / Anna Lao |
| 1992   | French Open              | Damendoppel | 1     | Rhonda Cator / Anna Lao |
| 1992   | Olympia                  | Damendoppel | 5     | Anna Lao / Rhonda Cator |
| 1992   | Olympia                  | Dameneinzel | 5     | Anna Lao                |